# British Home Stores
British Home Stores, abgekürzt BHS, war eine britische Kaufhauskette für Bekleidung und Haushaltswaren, die im Jahr 2016 wegen Zahlungsunfähigkeit schließen musste. Vor der Insolvenz gehörten zu dem Unternehmen 163 Niederlassungen im Vereinigten Königreich und 74 Standorte im Ausland. Es wurde 11.000 Mitarbeiter beschäftigt und es gab rund 20.000 teils ehemalige Mitarbeiter mit Pensionsansprüchen. Eine Nachfolgegesellschaft mit dem Namen „British Home Stores“ ist seit 2017 als Onlinehändler ohne Filialen wieder aktiv. 

## Geschichte
Die Gesellschaft wurde 1928 von einer Gruppe amerikanischer Unternehmer gegründet. Das erste Geschäft wurde im Londoner Stadtteil Brixton eröffnet. Das Unternehmen expandiert in den Folgejahren in weitere Städte des Landes. Die Standorte der Filialen waren in der Regel die Hauptgeschäftsstraßen und später auch größere Einkaufszentren. 
1933 wurden die Aktien des Unternehmens an der Börse eingeführt. Nach dem Krieg expandierte das Unternehmen erfolgreich vor allem in den 60er und 70er Jahren. In den 80er Jahren traten die ersten Schwierigkeiten auf. Das Image wurde überarbeitet und die Wertigkeit des Produktprogramms angehoben.

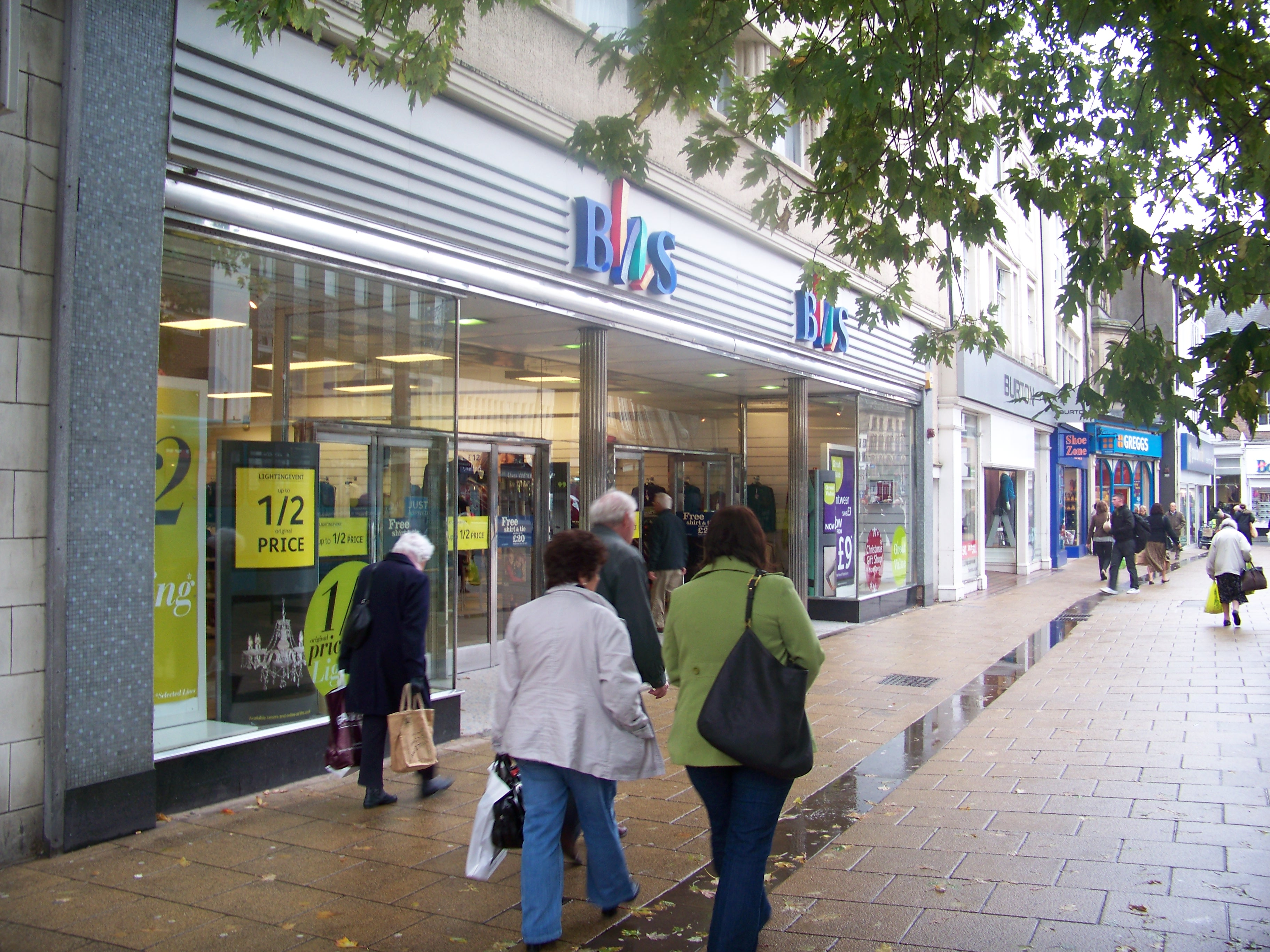
BHS Filiale in Darlington im Erscheinungsbild bis 1995

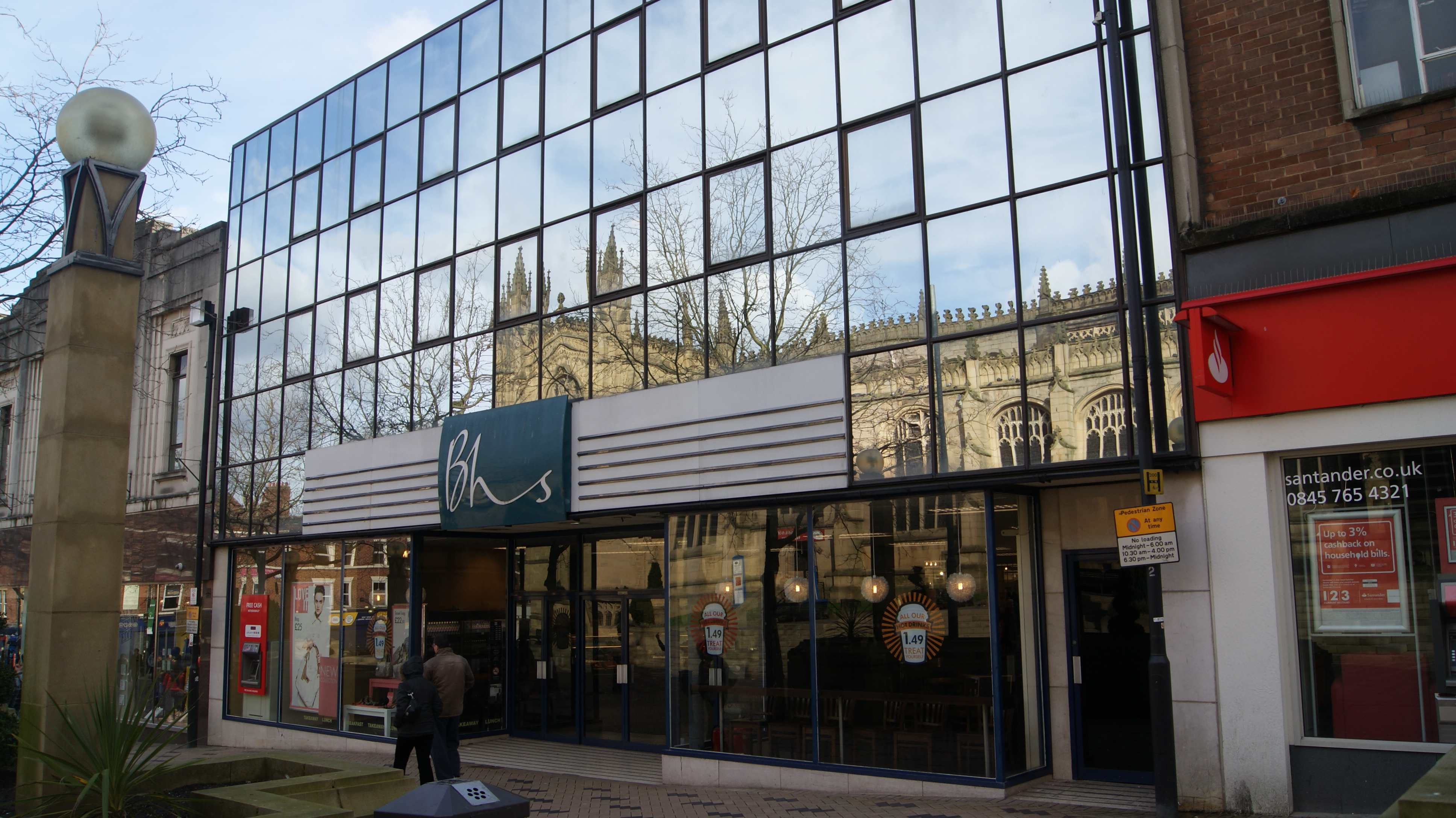
Filiale in Wakefield im Erscheinungsbild von 1995 bis 2010

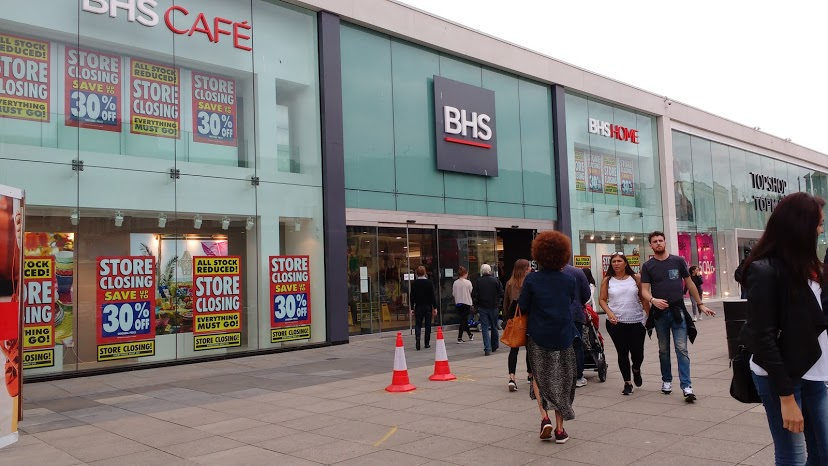
Filiale in Brighton mit Logo von 2010 bis 2015

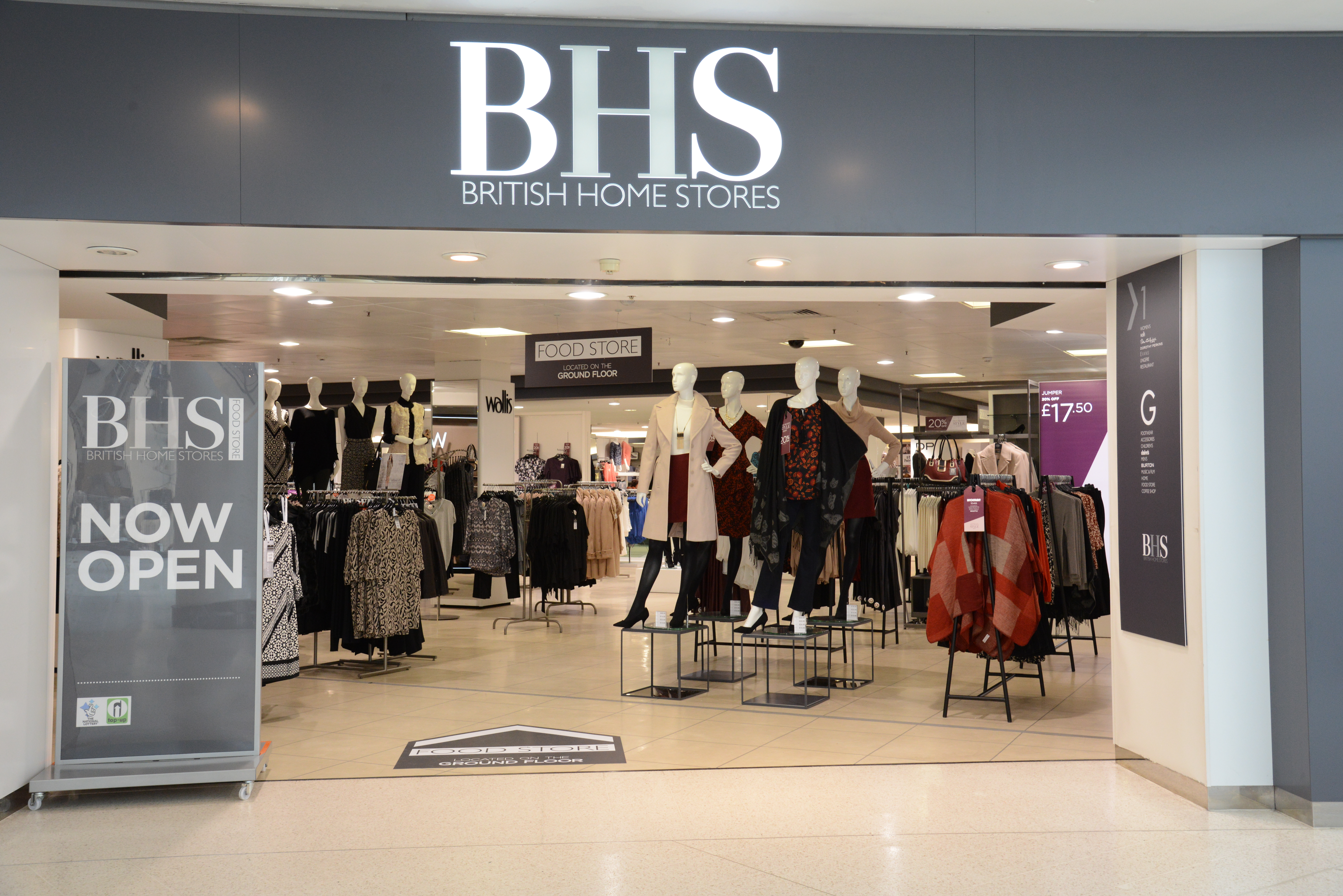
Filiale in Watford mit dem zuletzt gültigen Erscheinungsbild

im Jahr 2000 erwarb Philip Green alle Anteile an der BHS, die zuvor Teil des FTSE 100 Index war. Die Gesellschaft wurde in seine Arcadia Gruppe eingeordnet. Die Entwicklung war allerdings weiterhin enttäuschend. Geschäftsmodell und Erscheinungsbild der Handelskette wurden wiederholt überarbeitet. Auch im Management gab es Wechsel. Nach mehreren Verlustjahren hat Philip Green sich 2015 für den symbolischen Wert von £1 von dem Unternehmen getrennt. Hinter dem neuen Eigentümer, Retail Acquisitions Ltd, standen mehrere Finanzinvestoren unter Führung von Dominic Chappell, einem ehemaligen Rennfahrer.
Nur ein Jahr später, im April 2016, meldete die Gesellschaft Insolvenz an, nachdem Versuche zum Verkauf des Unternehmens gescheitert waren. Im August 2016 wurden die Filialen geschlossen und im Dezember wurden die noch verkaufsfähigen Teile des Unternehmens liquidiert.

## Untersuchungen nach dem Zusammenbruch
Philip Green wird vorgeworfen, er hätte Aktiva aus dem Unternehmen abgezogen und bis zum Zusammenbruch in der Gesellschaft Schulden angehäuft. Das Parlament beschloss am 20. Oktober 2016, das Honours Forfeiture Committee zu beauftragen, eine Empfehlung über die Aberkennung von Greens Ritterwürde abzugeben. Schließlich hat Green ohne Anerkennung einer Rechtspflicht 363 Mio. £ an den Insolvenzverwalter zur Aufstockung des Pensionsfonds gezahlt.
Dominic Chappell werden ebenfalls Verfehlungen vorgeworfen. Er hätte noch kurz vor der Insolvenzanmeldung liquide Mittel in Höhe von 1,5 Mio. £ beiseite geschafft.
Zudem hatte die britische Pensionskörperschaft TPR Chappell verklagt, um ihn zum Ausgleich der Pensionskasse von BHS zu zwingen. Sein Widerspruch gegen ein entsprechendes Urteil wurde Anfang 2020 abgewiesen, so dass er 9,5 Mio. £ an die Pensionskasse nachzahlen muss.

## Nachfolgegesellschaft
Die Al Mana Gruppe aus Katar hat gewisse Vermögenswerte aus der Insolvenz erworben und betreibt seit 2017 unter dem Namen ‚British Home Stores‘ ein Online Geschäft mit dem klassischen Sortiment der alten Kaufhauskette. Es wird bewusst Bezug genommen auf die Vorgängergesellschaft, so steht im Logo ‚gegründet 1928‘. Die Al Mana Gruppe beschäftigt 3.500 Mitarbeiter und bezeichnet sich selbst als Konglomerat. Zur Gruppe gehören über 55 Gesellschaften in 8 Ländern.

## Trivia
Das britische Electropunk-Duo Sleaford Mods besingt die Auswüchse des Kapitalismus am Beispiel von British Home Stores in ihrem Lied "B.H.S.".